# Walter van Oel
Walter van Oel (Den Haag, 1942) was een Nederlands kunstenaar. Hij had solo-exposities in het Stedelijk Museum Kampen en twee keer in het Museum Jan van der Togt in Amstelveen. Verder deed hij mee aan exposities in Nederland, België, Denemarken, Duitsland, Frankrijk, Indonesië, Spanje en de Verenigde Staten. In 2017 exposeert de kunstenaar in Artipico Art Gallery in Schiedam met meer dan 30 schilderijen.
In het begin was de natuur een belangrijk onderwerp, later kwamen daar Oosterse thema's bij. In zijn schilderijen gebruikt hij bladgoud, bladzilver en glasverf, wat een driedimensionaal effect geeft. In 2012 kreeg hij bezoek van aartsbisschop Desmond Tutu. Van Oel woont op Bali.